# Carl Johann Freudenberg

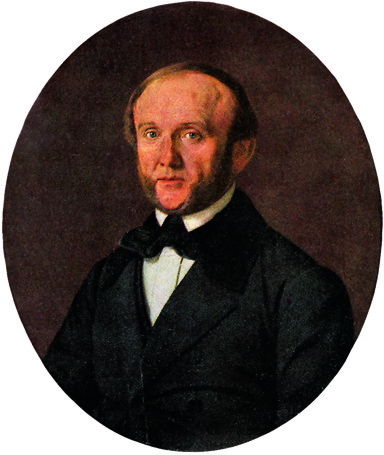
Carl Johann Freudenberg

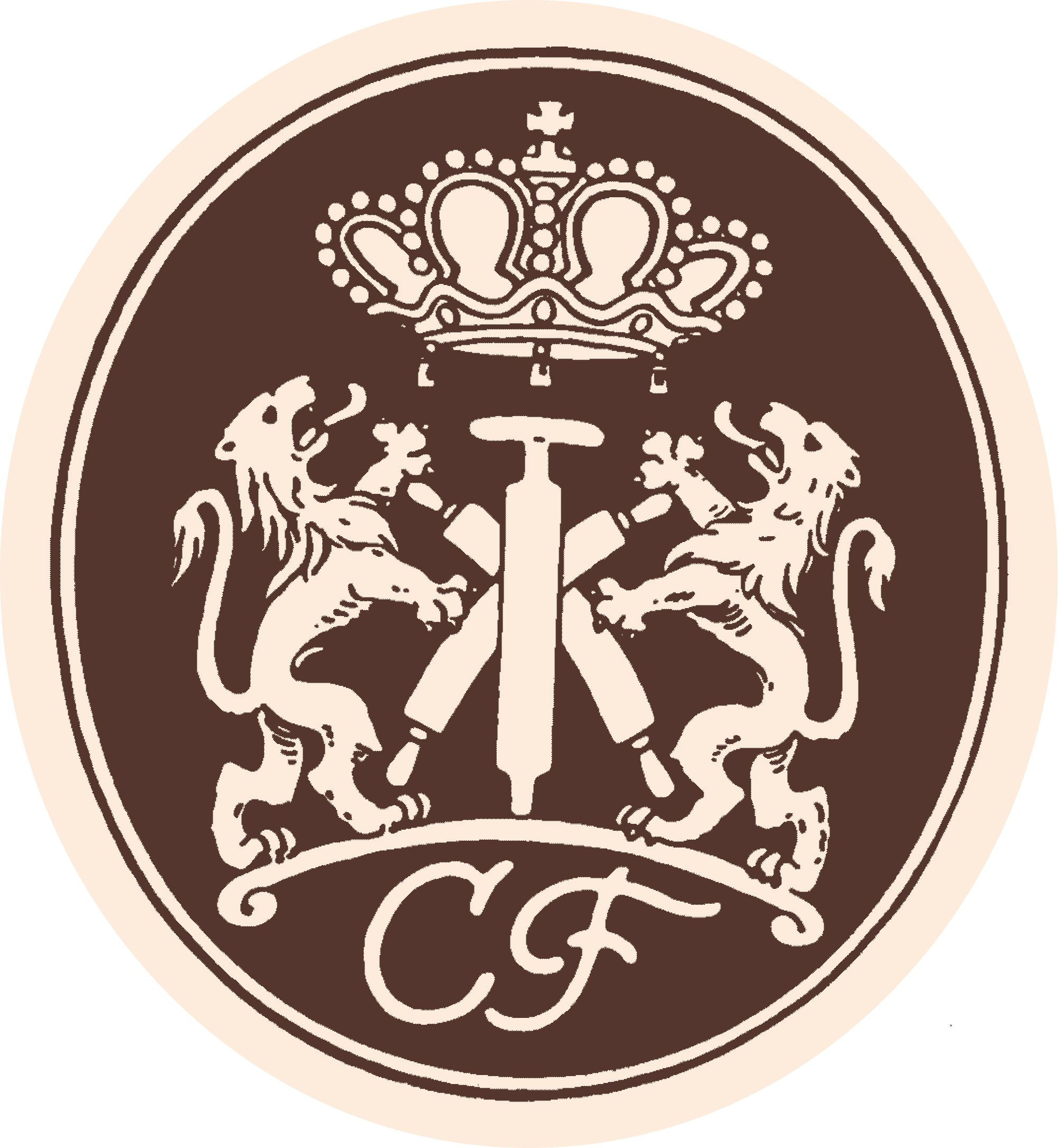
Das Wappen der Gerberei Carl Freudenberg, 1874

Carl Johann Freudenberg (* 1819 in Hachenburg im Westerwald; † 1898 in Weinheim an der Bergstraße) war ein deutscher Unternehmer.

## Leben
Freudenberg wurde als viertes von sechs Kindern des Hachenburger Bürgermeisters und Gastwirt des Gasthauses Goldener Löwe, Georg Wilhelm Freudenberg, und dessen Frau Catharina Elisabeth, geb. Reinhardt (1789–1843), geboren. Seine Mutter stammte aus einer angesehenen Familie in Neuwied, der auch sein Vetter, der Bankier und Mannheimer Oberbürgermeister Johann Wilhelm Reinhardt, entstammte. Sein Enkel war der Philologe Karl Reinhardt.
Schon mit neun Jahren verlor Freudenberg seinen Vater. Die Mutter gab Carl mit 14 Jahren als Lehrling in das Mannheimer Lederhandelshaus ihres Schwagers Jean Baptiste Sammet. Im Jahre 1844 trat Carl Freudenberg als stiller Teilhaber in dessen Geschäft ein. Von 1849 an war er Partner der Gerberei „Heintze und Freudenberg“, die ursprünglich zum Unternehmen gehört hatte.
Im Jahre 1874 starb der Teilhaber Heintze. Nun war Carl Freudenberg alleiniger Inhaber. 1887 nahm er seine beiden Söhne Friedrich Carl und Hermann Ernst als Teilhaber auf. Sie führten nach seinem Tod 1898 das Unternehmen in seinem Sinne weiter. Seine Tochter Auguste heiratete den Schulreformer Karl Reinhardt.
Aus diesen Anfängen entwickelte sich die Unternehmensgruppe Freudenberg mit im Jahr 2017 9,356 Milliarden Euro Jahresumsatz und über 47.000 Mitarbeitern weltweit, die sich noch heute ausschließlich in Familienbesitz befindet.